# عبد الحميد سند
عبد الحميد سند ممثل مصري، شارك في العديد من الأفلام والمسلسلات المصرية.

## حياته
ولد الفنان عبد الحميد سند في مدينة المحلة الكبرى وذلك في يوم الرابع والعشرين من شهر فبراير عام 1976، التحق بكلية التجارة جامعة طنطا وتخرج منها، بدأ حياته الفنية منذ أن كان طالباً في الثانوية العامة، شارك في النشاط المسرحي وهو في الثانوية العامة وحصل علي مركز أول على مستوى الجمهورية وحصل علي ميدالية ذهبية في الإلقاء والتمثيل عن دور الدرويش في مسرحية يا طالع الشجرة لتوفيق الحكيم ثم التحق بكليه التجارة جامعه طنطا ليقوم بالعديد من المسرحيات منها قولو لعين الشمس وباب الفتوح إخراج سعد اردش والتي مثل بها مصر في مهرجان المغرب الجامعي وكذلك كوميديا أوذيب وياسين وبهيه ووجه نظر ثم سافر إلى الإسكندرية ليقضي فتره تجنيده ضابطًا احتياطيًا وفي هذه المدة قام بالعديد من المسرحيات في الإسكندرية منها دور الناصري في مسرحيه سالومي للفرقه القومية بالإسكندرية ثم دور الذكر في مسرحيه يرما للمخرج ادريان خونكو بالمعهد الثقافي الأسباني ثم بعض الأمسيات الرمضانية التي جال بها جميع المحافظات ثم انضم إلى القناة الخامسة بالإسكندرية ليقوم ببعض الأعمال الرمضانية ثم التحق بإذاعة الإسكندرية مع الأستاذ هنادي محمود في بعض الأعمال الإذاعية ثم انتقل إلى القاهرة ليبدأ رحله الكفاح ليقدم أولى أعماله.

## أعماله
شارك الفنان عبد الحميد سند في المسلسل الاختيار وذلك في رمضان عام 2020، وقد قدم الفنان دور ضابط شرطة ويعد من أهم أدواره المميزة كما أن المسلسل ساعد في شهرة الكثير من الفنانين والفنانات، يقدم المسلسل قصة الضابط البطل أحمد منسي ويشارك في بطولته الفنان أمير كرارة، الفنانة دينا فؤاد، الفنان أحمد العوضي، الفنانة سارة عادل ونخبة من كبار النجوم.

### مسلسلات
- شارك في عام 1995 حكايات من حارتنا، أسوار الظلم.
- عام 1997 الحصاد المر، ذو النون المصري.
- نحن لا نزرع الشوك، القرموطي في مهمة سرية عام 1998.
- سامحوني مكنش قصدي، حضرة المحترم، أم كلثوم، الرجل الآخر  عام 1999.
- وجه القمر، وجع البعاد، زيزينيا، أوبرا عايدة، أوان الورد، ابن ماجة عام 2000.
- نجوم في سماء الحضارة الإسلامية، للعدالة وجوه كثيرة عام 2001.
- فارس الرومانسية، رحلة العمر، رجل الأقدار، خان القناديل، أولاد الأكابر، أنوار الحكمة، أمس لا يموت، تعالى نحلم ببكرة عام 2003.
- يا ورد مين يشتريك، لقاء ع الهوا، محمود المصري، لقاء السحاب، المرسي والأرض، أصحاب المقام الرفيع، أحلام هند الخشاب وذلك في عام 2004.
- ينابيع العشق، قلب حبيبة، عواصف النساء، على نار هادئة،سارة،زهور شتوية، أماكن في القلب، العميل 1001، الظاهر بيبرس، الست أصيلة، أحلام عادية، أحلام سارة، أحلام في البوابة، الإمام محمد عبده، راجعلك يا إسكندرية، المنادي عام 2005.
- مواطن بدرجة وزير، مباراة زوجية، عيون تائهة، عفريت القرش، سكة الهلالي، رجل وامرأتان، حضرة المتهم أبي، “القاهرة 2000″، الجبل، الشيطان لا يعرف الحب، الدنيا ريشة في هوا، أولاد الغالي، خيوط في مسرح العرائس، مباراة زوجية، لا أحد ينام في الإسكندرية عام 2006.
- يتربى في عزو، نادي القلوب الجريحة، من أطلق الرصاص على هند علام، قضية رأي عام، العقاب، حاسبوا منه، امرأة في شق الثعبان، الملك فاروق، دنيا، سلطان الغرام، خليها على الله، غريب الدار، عسكر وحرامية عام 2007.
- ناصر، ليل الثعالب، قلب ميت، عدى النهار، طريق الخوف، بعد الفراق، راجل وست ستات، الهاربة، الفنار، الهاي سكول، جدار القلب، دموع في حضن الجبل، راسين في الحلال، طيارة ورق، رمانة الميزان، ظل المحارب، قلب الخطر، علي مبارك عام 2008.
- يوميات وأحفاده، قانون المراغي، ” قاتل بلا أجر”، دموع في نهر الحب، حقي برقبتي، الأدهم، آخر أيام الحب، عبودة ماركة مسجلة، في مهب الريح، تاجر السعادة، بشرى سارة، إن غاب القط، أنا قلبي دليلي، الوتر المشدود، الرجل والطريق، الدنيا لونها بمبي عام 2009.
- موعد مع الوحوش, ماما في القسم، قضية صفية، سنوات الحب والملح، ريش نعام، العتبة الحمرا، الجماعة الجزء الأول عام 2010.
- نور مريم، مشرفة رجل لهذا الزمان، خاتم سليمان، الشحرورة، “الدالي 3” عام 2011.
- نابليون والمحروسه، كيد النساء 2، قضية معالي الوزيرة، سيدنا السيد، خطوط حمراء، باب الخلق، الهروب، الإمام الغزالي، الإخوة أعداء عام 2012.
- موجة حارة، فض اشتباك، تحت الأرض، الكبير قوي، العقرب، العراف، اسم مؤقت عام 2013.
- سلسال الدم، حارة اليهود عام 2015.
- يونس ولد فضة، سقوط حر، ستات قادرة، الميزان، الأسطورة عام 2016.
- هربانة منها، كفر دلهاب، لأعلى سعر، بين عالمين، الحلال، “الجماعة 2” عام 2017.
- لعنة كارما، قانون عمر، سك على اخواتك، الدولي عام 2018.
- ولد الغلابة، شقة فيصل، أهو ده اللي صار، “أفراح إبليس 2” عام 2019.
- فالنتينو، البرنس، الإختيار في رمضان عام 2020.

### أفلام
- فيلم سيب وأنا اسيب عام 2004.
- غاوي حب عام 2005.
- أبو علي عام 2005.
- عبده مواسم عام 2006.
- إيه النظام عام 2006.
- كشف حساب، كدة رضا، الجزيرة عام 2007.
- مسجون ترانزيت عام 2008.
- دكان شحاتة عام 2009.
- عايشين اللحظة عام 2010.
- دقي يا مزيكا عام 2010.
- الهاربتان عام 2010.
- على واحدة ونص عام 2011.
- أبو العريف عام 2014.
- المشخصاتي 2 عام 2016.
- اللي اختشوا ماتوا عام 2016.
- جواب اعتقال عام 2017.
- قرمط بيتمرمط عام 2019.